# Stenostomum ventronephrium
Stenostomum ventronephrium är en plattmaskart. Stenostomum ventronephrium ingår i släktet Stenostomum och familjen Stenostomidae. Inga underarter finns listade i Catalogue of Life.